# Záhorská nížina
Záhorská nížina je nížina ve slovenském Záhoří, jde o podoblast Vídeňské kotliny na jihozápadě Slovenska. Dělí se na Borskou nížinu a Chvojnickou pahorkatinu. Severní cíp Chvojnické pahorkatiny zasahuje u Sudoměřic na české území.
Vyplňuje většinu oblasti mezi pásem Malých Karpat a řekou Moravou. Na severu sousedí s pohořím Bílé Karpaty, na východě a jihu s pásmem Malých Karpat, na jihozápadě je řekou Moravou oddělena od rakouských nížin (Moravské pole) a na severozápadě sousedí s Dolnomoravským úvalem.

## Charakteristika
Záhorská nížina má velmi pestrý reliéf. Západní a jižní část je převážně rovinatá, směrem na sever a na východ se její vzhled přibližuje pahorkatině. K nejvyšším vrcholům patří Zámčisko (434 m), Veterník (316 m) a Barbajky (305 m).
Část tohoto regionu zabírají zemědělské plochy, které se střídají s rozsáhlými borovými lesy, vátými písky a vodními plochami. K nejdůležitějším řekám oblasti patří Myjava, Chvojnica, Rudava a další.
Záhorská nížina patří mezi oblasti s velmi teplým podnebím. Teplota v zimních měsících dosahuje -1 až -3 °C, v letních měsících se průměrné teploty pohybují okolo 19 až 20 °C. Počet dní se sněhovou pokrývkou činí cca 50, počet letních dní bývá cca 60 – 70 dní v době letní sezóny.

## Chráněná území
Záhorská nížina je oblast s velmi početným zastoupením chráněných a vzácných druhů fauny i flóry. V roce 1988 bylo vybráno území s rozlohou 275 km² a bylo vyhlášeno Chráněnou krajinnou oblastí Záhorie. Kromě této chráněné krajinné oblasti zasahuje do Záhorské nížiny na severu velmi malou částí i Chráněná krajinná oblast Bílé Karpaty.
Další cenné přírodní zajímavosti jsou soustředěny do početných maloplošných útvarů – přírodních a národních přírodních rezervací. Jedna z nejstarších, která byla zřízena v roce 1964, je Přírodní rezervace Bezedné. Rezervace se nachází v nevelké sníženině mezi zarůstajícími pískovými dunami. Je to vlastně olšový les s malou vodní plochou, rostoucí uprostřed borových lesů – vzácná ukázka původních společenstev. Svá hnízdiště zde mají vodní ptáci a rostou zde i vzácné chráněné rostliny. Přírodní rezervace Bezedné je evidována v mezinárodní síti chráněných území. Z mnoha dalších rezervací lze jmenovat Abrod z roku 1964, Červený rybník vyhlášený v roku 1966, roku 1981 byly vyhlášeny rezervace Dolný les a Horný les a v roce 1980 Národní přírodní rezervace Zelienka. K chráněným oblastem patří i Chráněný areál Starý rybník a početné přírodní památky. K raritám patří výskyt bobra evropského v okolí Senice.